# Filotis (mitologia)
A la mitologia romana, Filotis, també coneguda com a Tutula, era una esclava (ancilla) que va obtenir una victòria important dels romans sobre els llatins durant el segle iv aC.
Debilitats pel saqueig dels Gals a Roma l'any 390 aC, els Romans havien patit un derrota punyent a Fidenes, i els havien reclamat que entreguessin les seves esposes i filles verges com a ostatges per assegurar la pau. A La vida de Ròmul de Plutarc (ca. 75 aC), s'explica que Filotis va proposar que ella i altres dones esclaves fingissin ser les mullers i filles de les famílies Romanes i les entreguessin als llatins hostils.
Després que el senat Romà dongues el vist-i-plau al pla, les dones es van vestir amb robes elegants i joies, i van visitar el campament del enemic. Allà van seduir els llatins fent festes i bevent. Després que els enemics quedessin adormits, Filotis i les altres esclaves van robar les espases de l'enemic. Filotis Va trepar a un ficus salvatge (caprificus), amagant una torxa a la seva roba, llavors el va encendre per avisar els Romans. Aquests, en veure el senyal, van envair el campament llatí i van matar els soldats mentre dormien. Les dones van ser alliberades i els van donar una dot com a premi per la seva actuació.

## Nonae Caprotinae
Pel festival conegut com a Nonae Caprotinae, les dones lliures i les esclaves romanes menjaven al costat del ficus per tal de commemorar la victòria.